# أول السلام (حي)
حي السلام أول، أحد التقسيمات الداخلية للمنطقة الشرقية في محافظة، جمهورية مصر العربية.